# دينيس سبرين
دينيس سبرين (بالروسية: Денис Сергеевич Спирин)‏ هو لاعب كرة قدم روسي في مركز الدفاع، ولد في 2 يناير 1980 في منرالني فودي في روسيا. لعب مع أورالان إليستا وبالتيكا كالينينغراد ودينامو بريانسك.